# Giuseppe Cognata (vescovo)
Giuseppe Cognata (Agrigento, 14 ottobre 1885 – Reggio Calabria, 22 luglio 1972) è stato un vescovo cattolico italiano.
È stato il fondatore delle Salesiane oblate del Sacro Cuore di Gesù.

## Biografia
Nato ad Agrigento il 14 ottobre 1885, entrò dodicenne nel collegio "San Basilio" di Randazzo, primo istituto dei salesiani in Sicilia.
Era nipote dell'omonimo Deputato del Regno d'Italia.

### Formazione e ministero sacerdotale
Il 5 maggio 1908 emise la professione perpetua a San Gregorio di Catania, nelle mani del rettore maggiore Michele Rua e il 29 agosto dell'anno successivo ricevette ad Acireale l'ordinazione sacerdotale. Avendo già conseguito la doppia laurea in lettere e filosofia cominciò a operare come professore e assistente prima in Sicilia e poi in altre case salesiane del Veneto e delle Marche.
A Trapani, dove stava prestando il servizio militare, gettò le prime basi dell'opera salesiana che fu chiamato a dirigere alcuni anni dopo, terminata la guerra. Dopo Trapani fu inviato a dirigere il collegio di Randazzo, poi quello di Gualdo Tadino in Umbria e finalmente fu direttore al "Sacro Cuore" di Roma.

### Ministero episcopale
Il 16 marzo 1933 papa Pio XI lo nominò vescovo di Bova. Ricevette l'ordinazione episcopale il 23 aprile successivo nella basilica del Sacro Cuore di Roma dal cardinale August Hlond, arcivescovo metropolita di Gniezno e Poznań, co-consacranti il vescovo di Sutri e Nepi Luigi Maria Olivares e il vescovo ausiliare di Palermo Romolo Genuardi.
L'8 dicembre 1933 a Bova Marina diede vita alla congregazione delle suore Salesiane oblate del Sacro Cuore di Gesù. Il nuovo istituto, con fine specificamente pastorale e missionario in aiuto alla Chiesa locale, crebbe e si sviluppò in poco tempo, diffondendosi nelle due diocesi di Bova e di Reggio Calabria e in altre zone di Calabria, Sicilia e nel Lazio.
Nel 1940 la Congregazione del Sant'Uffizio lo destituì dalla dignità episcopale a seguito di un processo. Inizialmente le accuse non vennero rivelate e solo recentemente si è scoperto che fu accusato falsamente di aver molestato tre suore. Dovette quindi rassegnare le dimissioni da vescovo di Bova e si trasferì in alcune comunità salesiane del Nord Italia.
A Pasqua 1962, venne reintegrato nell'episcopato da papa Giovanni XXIII e partecipò, per volontà di papa Paolo VI, alla seconda, alla terza e alla quarta sessione del Concilio Vaticano II. Lo stesso Papa, il 6 agosto 1963, lo nominò vescovo titolare di Farsalo.
Il 29 gennaio 1972 il suo istituto venne riconosciuto con il decreto di lode da parte della Santa Sede, con cui diveniva istituto di diritto pontificio.
È morto il 22 luglio dello stesso anno, proprio a Pellaro, quartiere di Reggio Calabria, sede iniziale dell'attività missionaria delle Oblate. È sepolto nella casa generalizia delle Suore Oblate a Tivoli.
Il 15 aprile 2020 la Congregazione delle cause dei santi ha comunicato che papa Francesco ha dato il suo assenso all'apertura della sua causa di beatificazione. La fase diocesana si è conclusa il 1º ottobre 2022. Il Dicastero delle Cause dei Santi ne ha sancito la validità giuridica l'11 gennaio 2023.

## Genealogia episcopale
La genealogia episcopale è:
- Cardinale Scipione Rebiba
- Cardinale Giulio Antonio Santori
- Cardinale Girolamo Bernerio, O.P.
- Vescovo Claudio Rangoni
- Arcivescovo Wawrzyniec Gembicki
- Arcivescovo Jan Wężyk
- Vescovo Piotr Gembicki
- Vescovo Jan Gembicki
- Vescovo Bonawentura Madaliński
- Vescovo Jan Małachowski
- Arcivescovo Stanisław Szembek
- Vescovo Felicjan Konstanty Szaniawski
- Vescovo Andrzej Stanisław Załuski
- Arcivescovo Adam Ignacy Komorowski
- Arcivescovo Władysław Aleksander Łubieński
- Vescovo Andrzej Stanisław Młodziejowski
- Arcivescovo Kasper Kazimierz Cieciszowski
- Vescovo Franciszek Borgiasz Mackiewicz
- Vescovo Michał Piwnicki
- Arcivescovo Ignacy Ludwik Pawłowski
- Arcivescovo Kazimierz Roch Dmochowski
- Arcivescovo Wacław Żyliński
- Vescovo Aleksander Kazimierz Bereśniewicz
- Arcivescovo Szymon Marcin Kozłowski
- Vescovo Mečislovas Leonardas Paliulionis
- Arcivescovo Bolesław Hieronim Kłopotowski
- Arcivescovo Jerzy Józef Elizeusz Szembek
- Vescovo Stanisław Kazimierz Zdzitowiecki
- Cardinale Aleksander Kakowski
- Cardinale August Hlond, S.D.B.
- Vescovo Giuseppe Cognata, S.D.B.